# بوسبوهرا
بوسبوهرا كان حاكماً محلياً من أصل آرامي، غيّر ولائه بين الخلافة الراشدة والإمبراطورية الساسانية ليبقى على عرشه. كان في الأصل دهقان آرامي من مقاطعة أسورستان الساسانية، وهو ابن شخص يدعى سلوبا بن نستونا، الذي كان يحمل لقب "سيد" بصفته أحد الرعايا الساسانيين ويمتلك أرضًا بالقرب من الحيرة، العاصمة السابقة للخميين الذين كانوا تابعين للساسانيين، لكن تمت إزاحتهم من السلطة عام 602.

## سيرته
هو دهقان آرامي من مواليد مقاطعة أسورستان الساسانية، وهو ابن شخص يدعى سلوبا بن نستونا، الذي كان يحمل لقب "السيد" بصفته أحد الرعايا الساسانيين، ويمتلك أرضًا بالقرب من الحيرة العاصمة السابقة للخميين، الذين كانوا تابعين للساسانيين، ولكن تم عزلهم من السلطة عام 602. أثناء بداية الفتح الإسلامي لفارس، عقد بوسبوهرا (أو والده) الصُلح مع العرب بالموافقة على دفع أموال لهم ومساعدتهم ضد الساسانيين. وقد ورد ذكر بوسبوهرا لاحقاً في بناء جسر سيسمح للعرب بالتحرك بشكل أعمق في الأراضي الساسانية.
ومع ذلك، هُزم العرب في نهاية المطاف في معركة الجسر. مما جعل بوسبوهرا يغير ولاءه مرة أخرى للساسانيين. وسرعان ما واجه العرب في بورس، لكنه هُزِم ودُزِم، بينما أصيب أيضًا برمح. ثم هرب إلى بابل وأعاد تجميع صفوفه مع القوات والضباط الساسانيين الذين نجوا من معركة أخرى مع المسلمين في القادسية. لكن بوسبوهرا توفي متأثرًا بجراحه بعد معركة بورسيبا قبل أن يتمكن من مواجهة العرب مرة أخرى. 
ومن المعروف أن بوسبوهرا كان له ولدان، خالد وجميل، اللذين خدما العرب بدلاً من خدمة أسياد أسرهم، الساسانيين.

### فهرس المراجع
فهرس المنشورات
1. ↑  Morony 2005، صفحات 149, 171, 173.
2. ↑  Morony 2005، صفحة 173.
3. 1 2 3 4  Morony 2005، صفحة 174.
4. 1 2  Al-Tabari 1989، صفحة 2421.

### معلومات المراجع
- Morony، Michael G. (2005) [1984]. Iraq After The Muslim Conquest. Gorgias Press LLC. ISBN:978-1-59333-315-7. مؤرشف من الأصل في 2023-10-16.[وصلة مكسورة]
- Al-Tabari، Abu Ja'far Muhammad ibn Jarir (1989). Yar-Shater، Ehsan (المحرر). The History of al-Tabari Vol. 13: The Conquest of Iraq, Southwestern Persia, and Egypt: The Middle Years of 'Umar's Caliphate A.D. 636-642/A.H. 15-21. Trans. G. H. A. Juynboll. Albany, NY: State University of New York Press. ISBN:0887068766. مؤرشف من الأصل في 2021-11-04.